# 真っ白 (曲)
「真っ白」（まっしろ、英: masshiro (pure white)）は、日本のシンガーソングライター・藤井風の楽曲。2025年2月28日にHEHN RECORDS / ユニバーサルミュージックより配信限定でリリースされた。

## 概要
2025年2月17日、日本コカ・コーラのナチュラルミネラルウォーターブランド「い・ろ・は・す」の新アンバサダーに就任することが発表された。新たなブランドメッセージ「きっとあしたも、いい感じ」を掲げ、同日より開始した新コミュニケーションに伴い、藤井が出演する新CM「きっとあしたも、いい感じ」篇のオンエアが開始された。
CMでは、藤井は湖の桟橋を歩きながら、水面のきらめきや風の心地よさを感じ、でんぐり返しで芝生に寝転がり「真っ白」の歌詞に合わせて口ずさむ。湖へ飛び込み、ボトルを太陽の光にかざした後「きっとあしたも、いい感じ」という言葉とともに風を抱きしめる姿が映し出されている。
2月26日、本楽曲が2月28日に配信限定シングルとしてリリースされることが発表され、カバーアートとジャケットが公開された。また同日、CMのビハインド映像がYouTubeにて公開された。
2025年9月5日にリリース予定の3rdアルバム『Prema』初回盤に付属する、前作『LOVE ALL SERVE ALL』以降にリリースされた楽曲を収めた特典ディスク『Pre: Prema』に、本楽曲が収録され、フィジカルリリースされる。

## 音楽性
前作「Feelin' Go(o)d」が、A・G・クックのプロデュースだったことに対し、本楽曲は、国内のメンバーと作り上げたJ-POP的な楽曲となっている。本楽曲は、アコースティックギターの響きと鼻歌のメロディラインから始まり、そこに穏やかなバンドサウンドが加わる。
歌詞は、移ろいゆく時の流れ、そのなかで無常を続ける2人の関係が描かれている。時間の残酷さと美しさ、儚さと楽しさが歌詞に映し出される。そういった「愛の終わり」や「別れ」といったテーマのイメージが拡大し、それを取り巻く「生」や「世界」の大きな流れの中に位置づけられる、という藤井の作風が現れている。

## 真っ白 EP
配信限定EPとして、2025年3月14日にHEHN RECORDS / ユニバーサルミュージックよりリリースされた。
3月12日、本EPが同月14日にリリースされることが発表された。表題曲「真っ白」のほか、アカペラバージョン、インストバージョン、リミックスバージョンが収録される。リミックスは、藤井のライブメンバーでもあり、本楽曲のレコーディングにもベースで参加したKOBY SHYが担当した。

### 収録内容
| #         | タイトル                    | 作詞  | 作曲・編曲 | 時間 |
| --------- | --------------------------- | ----- | ---------- | ---- |
| 1.        | 「真っ白」                  |       |            | 4:57 |
| 2.        | 「真っ白 (Acapella)」       |       |            | 4:32 |
| 3.        | 「真っ白 (Instrumental)」   |       |            | 4:57 |
| 4.        | 「真っ白 (KOBY SHY Remix)」 |       |            | 4:23 |
| 合計時間: | 合計時間:                   | 18:49 |            |      |